# Telecinco
Telecinco é uma rede de televisão espanhola que transmite em analógico e digital, gerido pelo operador Gestevisión Telecinco, cujos accionistas são o grupo italiano Mediaset (50,5%) e o grupo espanhol Prisa (18,3%). As transmissões de teste começaram em 10 de março 1989, e mais tarde, as transmissões regulares começaram em 3 de março 1990, sendo o segundo canal privado a emitir para toda a Espanha.

## História

### Inícios: Etapa Lazarov
Em Agosto de 1989, o Governo da Espanha ordenou a liberalização da televisão, outorgando três novas licenças. Além da Telecinco, a Antena 3 recebe outra para transmitir em aberto e o Canal Plus uma que lhe permite efetuar a transmissão de canais em codificação.
O Grupo Gestevisión-Telecinco, com um capital de 12.000 milhões de pesetas, obtém do Governo espanhol a licença de transmissão no dia 26 de Agosto de 1989. 
O Grupo Gestevisión Telecinco, com um capital de 12.000 milhões de pesetas, obtém do Governo espanhol a licença de emissão no dia 25 de Agosto de 1989. A composição societária distribuia-se da seguinte maneira:
- Fininvest, de Silvio Berlusconi (25%).
- Organización Nacional de Ciegos de España (ONCE) (25%);
- Ediciones Anaya, de Germán Sánchez Ruipérez (25%);
- Juan Fernández Montreal, de Chocolates Trapa (15%);
- Ángel Medrano, empresário do sector turístico (10%).

Miguel Durán, director da ONCE, foi nomeado presidente do canal e Valerio Lazarov, até então responsável do Canale 5 italiano -também propriedade de Silvio Berlusconi- foi designdao director geral, sendo a pessoa encarregada de pôr em marcha o canal. A Telecinco converteu-se no segundo canal privado que emitia a nível nacional em Espanha: as transmissões de teste começaram em 10 de Março de 1989 e, um ano depois, suas transmissões oficiais começaram em 3 de Março de 1990, às 20:00 horas, com a emissão da Gala ¡Por fin juntos!, apresentada por Victoria Abril e Miguel Bosé desde o teatro Lope de Vega em Madrid e posteriormente a emissão do filme "À Procura da Arca Perdida e Um Combate de Boxe". As primeiras emissões só se realizavam para Madrid e Barcelona e o horário de programação limitava-se à tarde/noite.
Com a direcção de Lazarov, a primeira etapa da Telecinco inspirou-se no modelo programático e estético da La Cinque italiana. Com o slogan Tu pantalla amiga, oferecia uma programação generalista baseada, sobretudo, no entretenimento. Os géneros predominantes nos seus primeiros anos de emissão foram os programas de humor, variedades e concursos: VIP (apresentado por José Luís Moreno e Emílio Aragón), Tutti Frutti (Cruz y Raya), Su Media Naranja (Jesús Puente), Telecupón (Carmen Sevilla), Humor Amarillo, Entre Platos Anda El Juego (Juanito Navarro), Goles Son Amores (Manolo Escobar) ou Queridos Padres (Concha Velasco). Entre estes, vários programas pseudoeróticos como Bellezas Al Agua, Contacto Con Tacto (Bertín Osborne) ou ¡Ay, qué calor! e os ballets de vedettes femininas como Las Chicas Chin-Chin, Cacao Maravillao ou as Mamachichos, que se converteram no ícone do canal, levando-o a ser baptizado por muitos como "teleteta".
Reforçando o seu carácter de televisão familiar, destacava-se também a programação infantil, com a emissão de espaços pela manhã (Desayuna Con alegría com Letícia Sabater), ao meio-dia (A Mediodía, Alegría, também com Letícia Sabater) e pela tarde (Superguay com Miliki e Rita Irasema). Outros espaços característicos da sua primeira etapa foram as emissões de luta-livre (Pressing Catch) e a aposta por uma série de animação, Campeones, no horário de access-time. A programação juvenil concentrava-se nos espaços La Quinta Marcha e Hablando Se Entiende La Basca, ambos apresentados por Jesús Vázquez.
Esta programação completava-se com espaços de ficção com a emissão de espaços de cinema como Cine 5 Estrellas, Cine Fiesta, Cine Corazón, etc., e séries clássicas como "Os Anjos de Charlie" ou "O Barco do Amor". Em Novembro de 1990 começou a emissão da sua primeira grande aposta por uma série estrangeira de estreia, Twin Peaks e posteriormente estreou "Febre Em Beverly Hills" (Beverly Hills, 90210).
Com uma clara aposta pelo entretenimento, nos seus primeiros anos os seus informativos ficaram relegados a uma emissão diária, de quinze minutos, em horário de madrugada (Entre Hoy Y Mañana).
Com esta fórmula de programação, a Telecinco conseguiu uma rápida popularidade e aumento da audiência, passando de uma média de 6,5% de audiência em 1990 a 20,8% de audiência em 1992. Deste modo, convertia-se no canal privado com mais audiência de Espanha e a segunda em audiências, atrás da TVE1, no ranking geral.

### Etapa Carlotti
A partir de 1993 a fórmula de Lazarov começou a sofrer um importante desgaste, sendo desbancada nos índices de audiência pela sua competidora directa, a Antena 3, que lhe arrebatou também vários dos seus apresentadores mais importantes como Emilio Aragón, Concha Velasco, Bertín Osborne ou Jesús Puente.
A queda das audiências e as fortes perdas económicas abriram um processo de crise institucional, marcado pela saída da ONCE do accionariado da Gestevisión Telecinco e a substituição -em Dezembro de 1993- de Valerio Lazarov por Maurizio Carlotti, homem de confiança de Berlusconi, que chega com o objectivo de melhorar os maus resultados económicos, de imagem e de audiência do canal.
Uma das primeiras medidas de Carlotti foi aplicar drásticos cortes de gastos, com o despedimento de 40% dos trabalhadores da empresa, o que provocou a primeira greve numa televisão privada em Espanha.
Em 1995 juntou-se ao canal Mikel Lejarza, primeiro como Director de Produção Própria e posteriormente como máximo responsável de conteúdos. Com Lejarza e Carlotti, a Telecinco iniciou uma importante renovação de conteúdos, apostando por formatos inovadores em Espanha, alguns dos quais foram considerados como verdadeiros fenómenos televisivos como ¡Qué me dices!, Caiga Quien Caiga ou Esta noche cruzamos el Mississippi, o primeiro late show da televisão espanhola.
Também em 1995 a Telecinco conseguiu o seu primeiro grande êxito com uma produção própria: "Médico de Família". A telecomédia manteve uma média de 7.617.000 espectadores (43,3% de share) nas suas cinco temporadas, sendo a segunda série espanhola mais vista da história. Devido ao êxito de "Médico de Família", a Telecinco iniciou nos finais dos anos 90 uma importante aposta pela ficção de produção própria, destacando os resultados de audiência e crítica conseguidos por séries como Al Salir De Clase (1997-2002), Periodistas (1998-2002), 7 Vidas (1999-2006), El Comisario (1999-2009) ou Hospital Central (em emissão desde 2000). Quanto à ficção estrangeira, estrearam na Telecinco séries como "Ficheiros Secretos" (1994) ou "Ally McBeal" (1999).
Durante essa época também se registaram mudanças institucionais: depois da saída da ONCE, em 1996 incorporou-se ao accionariado o Grupo Correo (actual Vocento), situando o seu homem, Alejandro Echevarría, como o presidente da Gestevisión Telecinco, substituindo Miguel Durán a partir do dia 15 de Maio desse mesmo ano.
Em setembro de 1996 a Telecinco, com o objetivo de conseguir de a líder de audiência no horário matinal, contratou María Teresa Campos, que conduziu o magazine Día A Día. María Teresa Campos ia ganhar o apelido popular de "Rainha dad Manhãs", ao manter o seu espaço como o mais visto, ao longo das suas oito temporadas, com uma média de 26,1% de audiência.
Um ano mais tarde, em setembro de 1997, Javier Sardá substituiu Pepe Navarro no horário de late night, com outro espaço histórico do canal, Crónicas Marcianas, um late show que se manteve líder de audiência durante as suas oito temporadas em antena.
Culminando a sua campanha de renovação de imagem, em 1997 a Telecinco estreou uma nova identidade corporativa, eliminado o logotipo característico da Mediaset.
Paralelamente, ampliaram-se e potenciaram-se os espaços informativos, adoptando a marca Informativos Telecinco e com o arranque do programa La Mirada Crítica.

### Etapa Vasile
Em Março de 1999 Maurizio Carlotti foi substituído como Conselheiro Delegado do canal por Paolo Vasile, outro homem da órbita da Mediaset.

### Gran Hermano(Big Brother) e os realities
Em 2000 a Telecinco estreou Gran Hermano (versão espanhola do reality show Big Brother), o primeiro reality emitido em Espanha. A primeira edição do reality teve uma audiência média de 8.189.000 espectadores (50,7% de share), o que situou a Telecinco como líder de audiência nos meses de Maio e Junho desse ano, sendo a primeira vez na sua história em que o canal liderava as audiências mensais.
Devido ao êxito de Gran Hermano, a Telecinco implantou uma estratégia de killer formats: realities que retroalimentavam o resto dos programas do canal com os seus conteúdos. Assim, de forma sucessiva, foram-se estreando novos realities como Supervivientes (2000), Popstars (2002), Hotel Glam (2003), Vivo Cantando (2003), Gran Hermano VIP (2004), La Casa De Tu Vida (2004) ou Operación Triunfo (2005).
Paralelamente, estrearam-se vários magazinnes e talk shows cor-de-rosa (del corazón), nutridos, em grande medida, com conteúdos dos realities do canal e, nalguns casos, com a colaboração dos próprios ex-concorrentes. Deste modo, em 2001 surgiu o programa Salsa Rosa (apresentado por Santi Acosta) no prime time dos Sábados. Em 2002, A Tu Lado (com Emma García) passava a ocupar o horário vespertino e um ano depois, Aquí Hay Tomate (com Jorge Javier Vázquez e Carmen Alcayde) fazia o mesmo na sobremesa. Em 2004 estreou-se TNT no late night e em 2005, El Programa de Ana Rosa cobriu a saída de María Teresa Campos das manhãs. Todos estes programas conseguiram consolidar-se como líderes de audiência nos seus respectivos horários.

### Telecinco e aTelebasura
Apesar da audiência e popularidade dos seus programas, a proliferação dos realities e programas cor-de-rosa também situou a Telecinco como um dos canais mais criticados pela emissão da chamada telebasura - televisión (televisão) + basura (lixo). Espaços como Crónicas Marcianas, Salsa Rosa, TNT ou o controverso Aquí Hay Tomate receberam várias condenações por intromissões ao direito de honra e à intimidade.
O debate sobre a telebasura acentuou-se a meio de 2003, quando o então presidente do Governo espanhol, José María Aznar, criticou os canais de televisão como responsáveis da telebasura. Pouco depois, Paolo Vasile anunciava a decisão de não renovar o controverso Hotel Glam, programa que definiu como um erro do canal. Entretanto, também se cancelava o programa A Corazón Descubierto: uma série de reportagens com câmera oculta sobre a vida privada dos famosos. Seis meses depois, o director e outros responsáveis do programa A Tu Lado forma despedidos, segundo a Telecinco, pela emissão de "conteúdos incompatíveis com a linha editorial do canal.

### Fórmula 1
Em 2003, a Telecinco adquiriu os direitos do Campeonato Mundial de Fórmula 1, que emitiu de 2004 a 2008, coincindindo com a eclosão do piloto espanhol Fernando Alonso, campeão mundial em 2005 e 2006. O fenómeno da alonsomania permitiu à Telecinco ter grandes audiências nas suas retransmissões, convertidas nos espaços mais vistos do país, às vezes até superando o futebol: o Grande Prémio do Brasil em 2005 (corrida na que se proclamou campeão matematicamente Fernando Alonso) obteve 8 milhões de espectadores como audiência média e no Grande Prémio do Brasil 2006 (onde revalidou o seu título) foi visto por 12 milhões de espectadores. As retransmissões estavam apresentadas por Antonio Lobato e Gonzalo Serrano desde a cabina, com Víctor Seara na pit lane e os comentários do piloto Pedro Martínez de la Rosa (até que em 2006 regressou à competição). Actualmente a Fórmula 1 emite-se no canal laSexta.

### Presente
Em Julho de 2008, a Telecinco ganhou um julgamento contra o sítio web YouTube por emitir imagens da Telecinco e em Novembro de 2008 a Telecinco ganhou outro julgamento à laSexta pela mesma razão.
No âmbito desportivo, a temporada 2007/08 -que coincidia com o final dos seus direitos sobre o Mundial de Fórmula 1- o canal iniciou uma nova política, com a aquisição de eventos futebolísticos. Assim, em Outubro de 2007, o canal retransmitiu pela primeira vez na sua história um jogo da Liga Espanhola e em Abril de 2008 emitiu a final da Copa Del Rey. Reforçando este posicionamento, em Dezembro de 2008 adquiriu os direitos para retransmitir em aberto a UEFA Europa League durante três temporadas (de 2009 a 2012) a Copa Confederaciones 2009 e o Mundial de Clubes 2009.